# (616) Elly
(616) Elly ist ein Asteroid des Hauptgürtels, der am 17. Oktober 1906 von dem deutschen Astronomen August Kopff in Heidelberg entdeckt wurde.
Er ist vermutlich nach der Übersetzerin Elly Boehm (Elly Meyer-Ellès), der Frau des deutschen Mathematikers Karl Boehm, benannt.